# WMF Group
WMF Group (раніше відома як "Württembergische Metallwarenfabrik") – це німецький виробник посуду, заснований у 1853 році в м. Гайслінген-ан-дер-Штайге.

## Історія
Компанія WMF спочатку мала назву "Metallwarenfabrik Straub & Schweizer" і відкривалась як майстерня з ремонту металевих виробів. Через злиття і поглинання до 1900 року вони стали найбільшим у світі виробником та експортером металевих побутових виробів, головним чином у стилі модерн, створених у художній майстерні WMF під керівництвом скульптора і дизайнера Альберта Майєра, який був директором з 1884 по 1914 рік.
У 1880 році після злиття "Metallwarenfabrik Straub & Schweizer" із іншою німецькою компанією виробництво було перейменовано в "Württembergische Metallwarenfabrik". WMF також придбав польську металоконструкційну фабрику Plewkiewicz у Варшаві в 1886 році, яка потім стала дочірньою компанією WMF.
За цей період у WMF працювало понад 3500 чоловік. У 1890 році вони придбали "Kunstanstalt für Galvanoplastik München", який спеціалізувався на гальванопластиці та електроформуванні статуй та статуеток для будівель, фонтанів, надгробків та садів; це стало основою гальванопластичного відділу WMF Abteilung für Galvanoplastik.
У 1920-і роки компанія Abteilung für Galvanoplastik виробляла репродукції великомасштабних бронзових витворів італійського Відродження для американської клієнтури. Компанія Albert Weiblen Marble & Granite, Inc., Нью-Орлеан, мала намір придбати позолочену мідну репродукцію "Ворота Раю" Лоренцо Гіберті, і в 1910 році Reale Istituto di Belle Arti надав WMF ексклюзивне право на повне відтворення оригінальних дверей, з якого WMF створив виріб, який було виставлено на Міжнародній виставці будівельних робіт у Лейпцигу (1913). 
У 1900 році WMF придбала австрійську слюсарну компанію Albert Köhler AK & CIE, яка виготовляла та розповсюджувала вироби WMF під своїм торговим знаком на австрійсько-угорському ринку до 1914 року. WMF придбала компанію Orivit AG, відому своїм оловом у стилі ар-нуво в 1905 році, потім через рік було придбання фірми Orion Kunstgewerbliche Metallwarenfabrik, ще одного німецького металевого виробника. WMF продовжував використовувати товари з придбаних компаній на своїх ринках, і навпаки, – вони виробляли та розподіляли свої об'єкти за своїми брендами компаній.
Початок Першої світової війни влітку 1914 року призвів до раптового припинення першого періоду масового зростання WMF. Метал був найважливішим компонентом німецької військової економіки і більше не використовувався для цивільних цілей. Експорт був зупинений. Виробництво WMF в Варшаві було закрито, а потім продано. Крім того, 760 співробітників WMF були покликані на військову службу. Щоб уникнути закриття компанії, WMF став підрядником для німецької армії. Завдяки запатентованому процесу виготовлення куль і снарядів з високоякісної сталі компанія стала майже єдиним постачальником цих боєприпасів під час війни. У воєнний час WMF найняв близько 8000 робітників і загалом випустив близько 200 мільйонів куль і снарядів для піхоти.
У 1955 році WMF розпочав виробництво комерційних кавових машин. Ці продукти були розроблені для ресторанів, військових залів, круїзних суден та інших комерційних застосувань.
У 2003 році компанія WMF відсвяткувала своє 150-річчя. 
Кольберг Кравіс Робертс придбав компанію у 2012 році  і продав її Groupe SEB у 2016 році.
Нині WMF застосовує гальванічне сріблення для створення столового приладдя з використанням срібла, матеріали «Cromargan» і «Alpaka» (Alpaka або нейзильбер являє собою сплав з 65% міді, 23% цинку і 12% нікелю). Для виготовлення срібного столового приладдя використовують срібло 800 або 925 проби. Тавро містить пробу (800 або 925), півмісяць і корону, знак виробника WMF.

## Бренди та компанії
Деякі вироби з нержавіючої сталі WMF, вироблені в Німеччині після Другої світової війни, називаються "Fraser's WMF", оскільки вони були розповсюджені в США компанією Fraser's Ltd. з Нью-Йорка, торгова фірма, заснована Гордоном Фріманом Фрейзером у Берклі, штат Каліфорнія, у 1947 році. Fraser's виріс, щоб стати підрозділом WMF у США, Inc., дочірньої компанії WMF AG. Зі смертю Гордона Фрейзера у 2005 році Фрейзер перестав існувати, а продукти WMF тепер поширюються в США WMF Americas Group у Північній Кароліні.

З 1998 ророку німецький виробник посуду Silit [Архівовано 15 листопада 2017 у Wayback Machine.] також належить WMF Group. Проте Silit, як і раніше, позиціонується як незалежний бренд.